# ریخته‌گری رول دوقلو
فرایند ریخته‌گری رول دو قلو (Twin-Roll Casting) بر اساس مفهومی که توسط مهندسی انگلیسی، آقای بسمر تعریف کرده‌اند، می‌باشد. این فرایند شامل تغذیه آهن مذاب بین دو رولی که عکس یکدیگر می‌چرخند و به عنوان عناصر خنک‌کننده و تغییر شکل عمل می‌کنند، می‌باشد. ویژگی‌های این فرایند به شرح زیر می‌باشد:
- اصطکاک ریخته‌گری رایگان، رول و فلز جامد تقریباً با سرعت یکسان حرکت می‌کنند.
- سربارهٔ روغن کاری نیاز نیست چون موجب افزایش انتقال حرارت در داخل رول فلزی و بالاتر رفتن نرخ انجماد می‌شود.
- ترکیبی از ریخته‌گری و نورد در یک عملیات واحد است.

در این فرایند شناخته شده، فلز مایع بین دو رول در حال چرخش سرد فرستاده می‌شود. مکانی که در آن فلز مایه در تماس با رول، تشکل پوسته می‌دهد و این پوسته به سرعت تحت کار گرم ضخیم می‌شود و قبل از آنکه بین دو رول به شکل نوار در آید، خارج می‌شود. در طول کار گرم بر روی مواد، چون سرعت نوار از سرعت سطح رول مجاور آهسته‌تر است، مواد ریخته‌گری شروع به بیرون آمدن از قالب به دنبال فلز مایع می‌کنند. وقتی که نوار از رول بیرون می‌آید، ماشین را با سرعت بیشتری نسبت به سطح محیطی رول مجاور ترک می‌کند و این کار به نام «اکستروژن رو به جلو» شناخته می‌شود. این یک نقطه طبیعی بین قسمت ورودی فلز مذاب و قسمت خروجی نوار می‌باشد، جایی که سرعت نوار برابر با سرعت جانبی رول مجاور است. برای هر دو رول این یکسان است، چون هر دو قطر یکسانی دارند و چون هر دو به یک منبع مشترک هدایت می‌شوند، سرعت جانبی سطح هر دو رول یکسان است. در این شرایط نقطه خنثی برای هر یک از دو رول موقعیت یکسانی دارد.

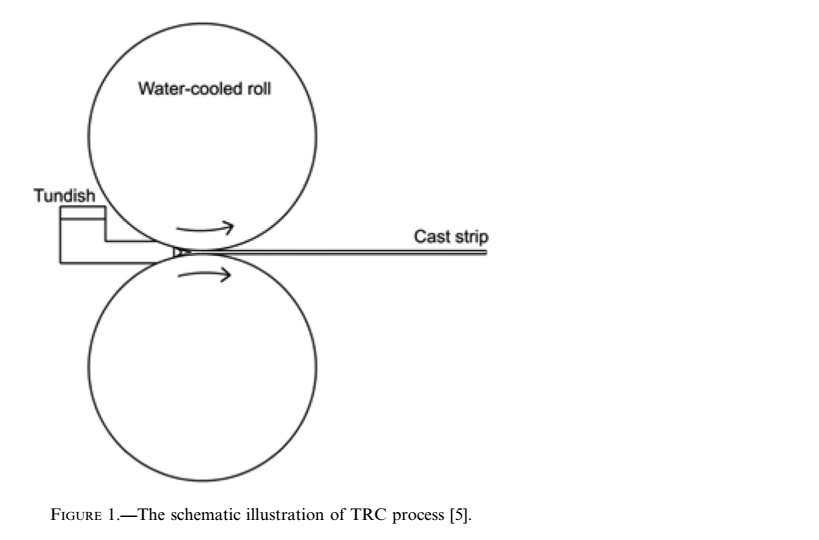
شکل ۱- شماتیک ریخته گری رول دوقلو

## انواع
نوار ریخته‌گری رول دوقلو می‌تواند شامل رول‌های با اندازه‌های برابر یا حتی نابرابر شود. این رول‌ها به صورت افقی، عمودی یا زاویه دار می‌توانند باشند. با توجه به جهت ریخته گری، نوار ریخته‌گری رول دوقلو می‌تواند به دو دستهٔ زیر تقسیم شود:
- نوار ریخته‌گری رول دوقلو افقی
- نوار ریخته‌گری رول دوقلو عمودی

در ریخته‌گری دو قلو عمودی، دو رول به صورت افقی و جهت ریخته‌گری در راستای عمودی است در حالی که ریخته‌گری دو قلو افقی، دو رول به صورت عمودی و جهت ریخته‌گری در راستای افقی است. جدول یک مقایسهٔ بین دو حالت ریخته‌گری دو قلو عمودی و افقی را نشان می‌دهد.

## ریخته گری آلومینیوم رول دو قلو
ریخته‌گری آلومینیوم رول دو قلو یک فرایند جدید است که آلومینیوم مایع را به‌طور مستقیم به نوار تبدیل می‌کند. این فرایند، فرایند ریخته‌گری و نورد گرم نوار آلومینیوم سنتی را با هم ادغام می‌کند، اینکار از یک سو، برای تکمیل خنک‌کننده و انجماد، از سوی دیگر، به تولید تغییر شکل پلاستیک می‌انجامد. از این فرایند به‌طور گسترده به دلیل مزایای برجستهٔ آن، از جمله ساده شدن فرایند، مصرف کم انرژی، چرخه تولید کوتاه، کم هزینه و نیاز به سرمایه‌گذاری کم استفاده می‌شود. در فرایند دوقلو آلومینیوم ریخته‌گری رول، ساختار میکرو موارد به پارامترهای فرایند ریخته‌گری بستگی دارد و ساختار میکرو تأثیر زیادی بر خواص آن دارد؛ بنابراین، پیدا کردن رشته‌های شکل‌گیری ساختار میکرو در ریخته‌گری رول، یک راه مقرون به صرفه و عملی برای بهینه‌سازی پارامترهای فرایند ریخته‌گری و بدست آوردن نوار با کیفیت بالا با استفاده از محاسبه و پیش‌بینی‌های ریخته‌گری می‌باشد.

## مشکلات
یکی از مشکلات در ریخته‌گری رول دو قلو که با آن مواجه می‌شوند، چسبیدن ریخته‌گری به یکی یا هر دو رول می‌باشد. به‌طور کلی، چسبیدن به یک مشکل بزرگتر تبدیل می‌شود، وقتی که ضخامت قطعه کار در حال ریخته‌گری شده، کاهش می‌یابد. زمانی که ضخامت قطعه کاری ریخته‌گری شده به کمتر از ۲٫۵ میلی‌متر برسد، چسبیدن ریخته‌گری به یکی یا هر دو رول در هنگام کار بسیار بحرانی می‌شود.

## روند انجام کار
شماتیک حالت افقی ریخته‌گری دو رول در شکل یک نشان داده شده‌است. قابل ذکر است که صنعت ریخته‌گری دو رول آلومینیوم عمدتاً بر تکنولوژی افقی یا نزدیک به افقی متمرکز شده‌است. در ریخته‌گری دو رول، ضخامت قطعه کار عموماً بین ۳ تا ۷ میلی‌متر می‌باشد، اگرچه که ضخامت زیر ۳ میلی‌متر تنها در سرعت بالای ریخته‌گری امکان‌پذیر است. برای ریخته‌گری نوار نازک با درجه کیفیت بالا، باید یک مجموعه از رول قوی قادر به تحمل بالا گشتاور رول و نیروهای جدایی رول باشد. نقطه عملیاتی ریخته‌گری دو رول توسط نیروی اعمال شده رول بر روی نوار (به عنوان تن = متر از عرض نوار)، ضخامت نوار در خروج از رول و سرعت ریخته‌گری (دقیقه/متر). سطوح رول در هنگام ریخته‌گری معمولاً با اسپری آب پایه از گرافیت سوسپانسیون می‌شود. آلیاژ‌های آلومینیومی که حاوی بیش از ۲ درصد وزنی منیزیم می‌باشند به علت تشکیل منیزی، مشکل چسبیدن ندارند. میزان سرد شدن حین فرایند انجماد آلومینیوم در حدود 〖۱۰〗^3 k/s می‌باشد؛ بنابراین سرعت رشد بالاتر است و آلیاژ زمانی که از رول‌های که عکس یکدیگر می‌چرخند، عبور می‌کند، دچار تغییر شکل می‌شود. گرما از نوار به رول‌ها در تمام طول برخورد که شامل مجموع مناطق ریخته‌گری و رول می‌شود، بیرون داده می‌شود. فشار تماسی به‌طور قابل توجهی بزرگتر از تنش جریان از نوار جامد می‌باشد که در نتیجه موجب تغییر شکل پلاستیک نوار در حین عبور از رول می‌شود. از شروع نقطه انجماد کامل به نقطه خروج از نوار، نیروی نورد را می‌توان با σ_y به معنای تنش تسلیم محاسبه کرد. در دو فرمول زیر، R شعاع خارجی رول‌ها، W عرض نوار، h_1 ضخامت نوار در نقطه انجماد کامل، h_2 ضخامت نوار در نقطه خروج و h_mean ضخامت میانگین نوار می‌باشند. از رابطه ۱ می‌تواند نتیجه گرفت که اختلاف نیروی رولینگ آلیاژهای مختلف از تفاوت در مقادیر تنش تسلیم آن‌ها ناشی می‌شود

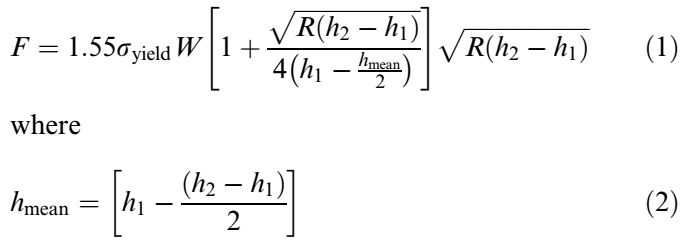
روابط یک و دو

.

## هدف
هدف نهایی در روش ریخته‌گری نوار دوقلو رسیدن به قالب نازک‌تر، گسترده‌تر و سریعتر با به حداقل رساندن نقص‌های میکرو بر روی سطح نوار می‌باشد. ریخته‌گری گسترده‌تر و سریع تر به‌طور مستقیم موجب افزایش بهره‌وری می‌شود، همچنان که کاهش اندازه در ریخته‌گری یک مزیت می‌باشد که می‌تواند موجب ذخیره کردن مراحل بعدی نورد سرد شود.